# Абордажная сабля

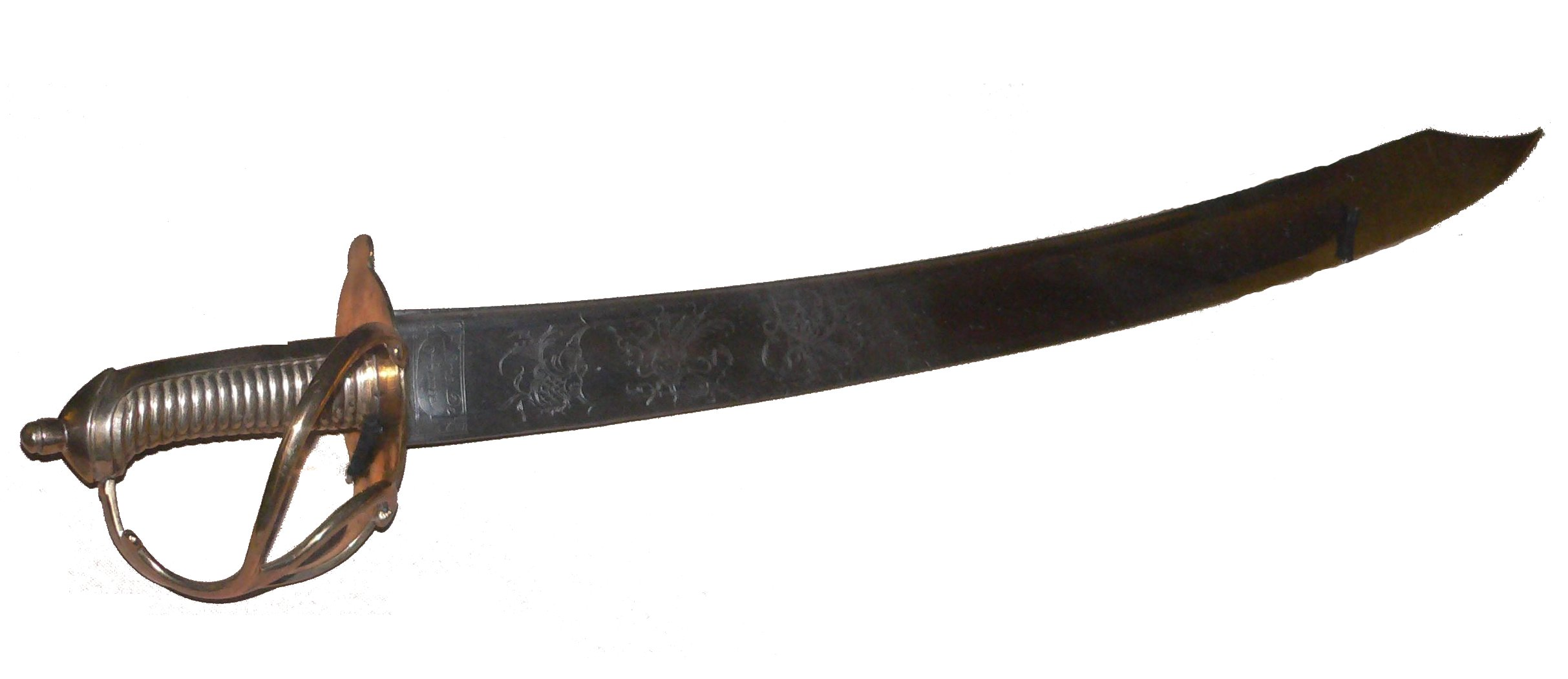
Французская абордажная сабля XIX века.

Абордажная сабля — рубящее или рубяще-колющее клинковое холодное оружие применяемое некоторыми при абордаже в морском бою, во времена гребного и парусного флотов.
Саблями, а также интрепелями (алебардами), пиками (копьями), пистолетами и ружьями (мушкетами) являвшимися «абордажным оружием» вооружались «абордажные партии» существовавшие на корабле для абордажа.

## Описание
Абордажная сабля имеет вид недлинной (60 — 80 сантиметров), но широкой (4 — 6 сантиметров) сабли, с прямым или слегка изогнутым однолезвийным клинком и хорошо развитой гардой типа корзины или чаши. Эфес был спроектирован таким образом, чтобы при абордаже  в морском бою почти полностью защищать кисть, и хорошо подходил для нанесения им «кастетных» ударов на близком расстоянии, которые часто использовали моряки. Тяжёлое лезвие позволяло рубить канаты и прорубаться через закрытые двери, а короткий клинок в тесном пространстве корабля был эффективнее традиционных сабель и шпаг.
Применялась военными моряками, пиратами, крейсерами и каперами при абордажных схватках с XVII по вторую половину XIX века, когда абордажный бой утратил своё значение. Некоторые оружиеведы относят абордажную саблю к тесакам.

## Этимология
В компьютерных играх, посвящённых пиратской тематике, также известна как «катлэсс» (англ. cutlass). Слово «cutlass» произошло в английском языке XVII века от французского слова «coutelas», обозначавшего в XVI веке мачетеподобный однолезвийный нож средней длины (современное французское слово «нож», в общем, «couteau»; в английском языке XVII и XVIII веков это слово часто писалось как «cuttoe»). Французское слово «coutelas» может быть конвергентным развитием от латинского корня, наряду с итальянским «coltellaccio» или «cortelazo», означающим «малый меч». В Италии XVI века «кортелазо» была похожей популярной короткой широколезвийной саблей. Корень «coltello», означающий «нож», в конечном итоге произошёл от латинского «cultellus», означающего «меньший нож», который является общим латинским корнем для итальянского и французского слов. В англоязычных странах Карибского бассейна слово «cutlass» также используется как синоним мачете.